# Аполлодор Сицилийский
Аполлодо́р Сицили́йский (греч. Απολλόδωρος Σικελιώτης) — приближённый царицы эллинистического Египта Клеопатры.

## Биография
Согласно древнегреческому историку Плутарху, Аполлодор был другом египетской царицы Клеопатры. Юлий Цезарь, находившийся в Египте, тайно вызвал Клеопатру в Александрию. Аполлодор сопровождал Клеопатру, предварительно сев с ней в лодку и в наступившей темноте они пристали около царского дворца. 
Чтобы попасть незамеченной во дворец, Клеопатра легла в спальный мешок, вытянувшись во весь рост. Аполлодор затянул мешок ремнями и доставил Клеопатру к Цезарю во дворец. Эта хитрость показалась Цезарю смелой и пленила его.
Больше о дальнейшей жизни Аполлодора ничего неизвестно.

## В кинематографе
В эпическом фильме «Клеопатра» роль Аполлодора Сицилийского исполнил известный итальянский актёр Чезаре Данова. В фильме показана сцена доставки царицы к Цезарю в ковре, что является приукрашенным художественным вымыслом.